# Impatiens oppositifolia
Impatiens oppositifolia är en balsaminväxtart som beskrevs av Carl von Linné. Impatiens oppositifolia ingår i släktet balsaminer, och familjen balsaminväxter. Inga underarter finns listade i Catalogue of Life.

## Bildgalleri

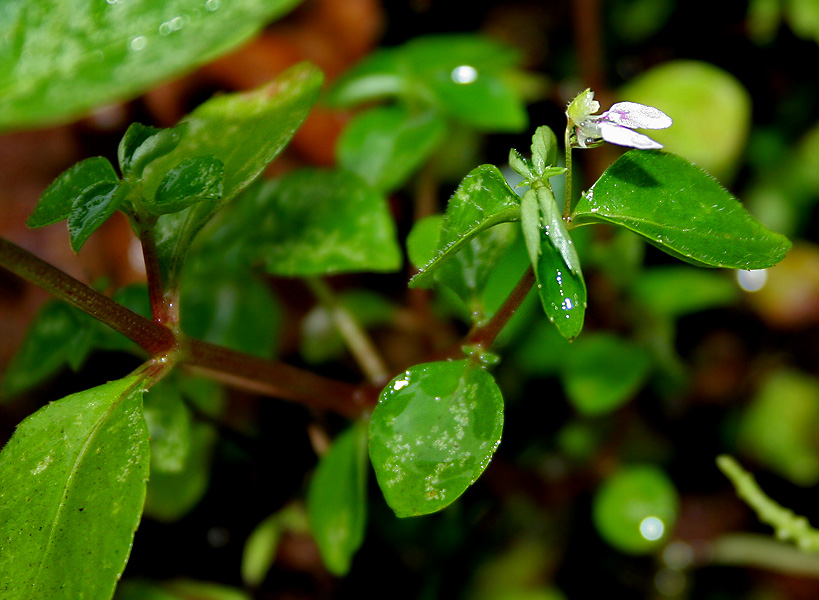
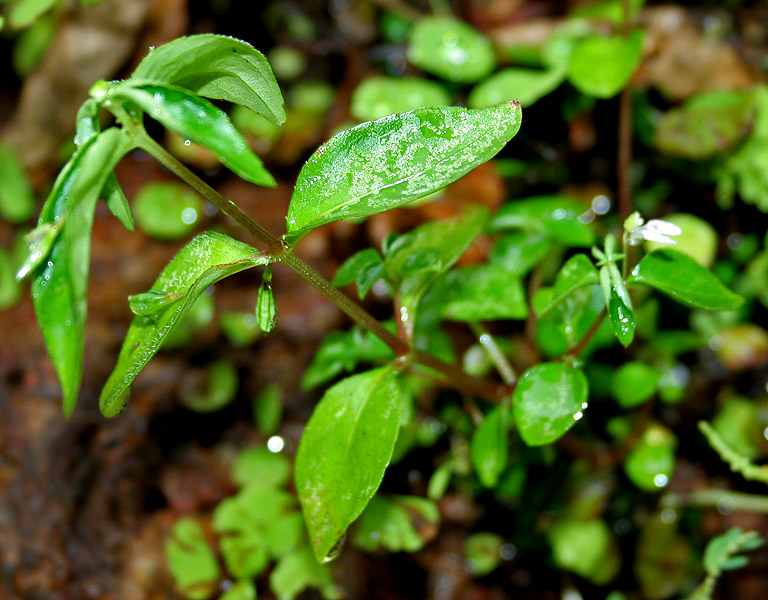
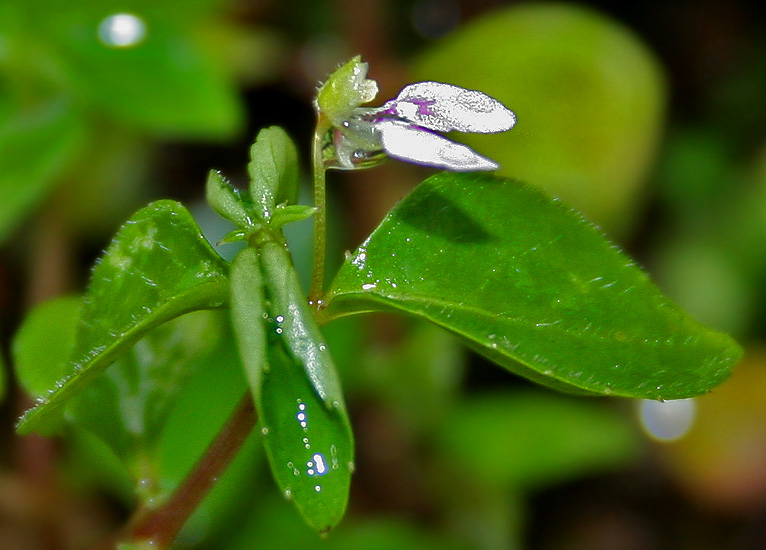
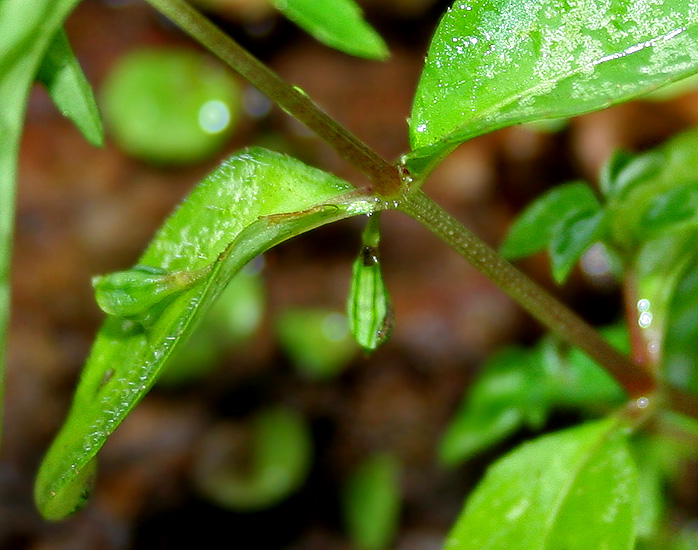